# 鮑伯·皮斯
羅伯特·艾倫·皮斯（英語：Robert Allen Pease，1940年8月22日—2011年6月18日），暱稱鮑伯·皮斯（Bob Pease），生於美國，是一個著名的類比積體電路設計工程師與相關書籍的作家。

## 生平
1961年，他在麻省理工學院，得到電機工程學的學士學位。
1976年，他加入美國國家半導體公司，成為一名積體電路設計與應用工程師。
2011年6月18日，因為車禍意外，在加州過世。

## 外部連結
- 電路設計雜誌網站[永久]
- National 美國國家半導體網頁